# 点字図書館

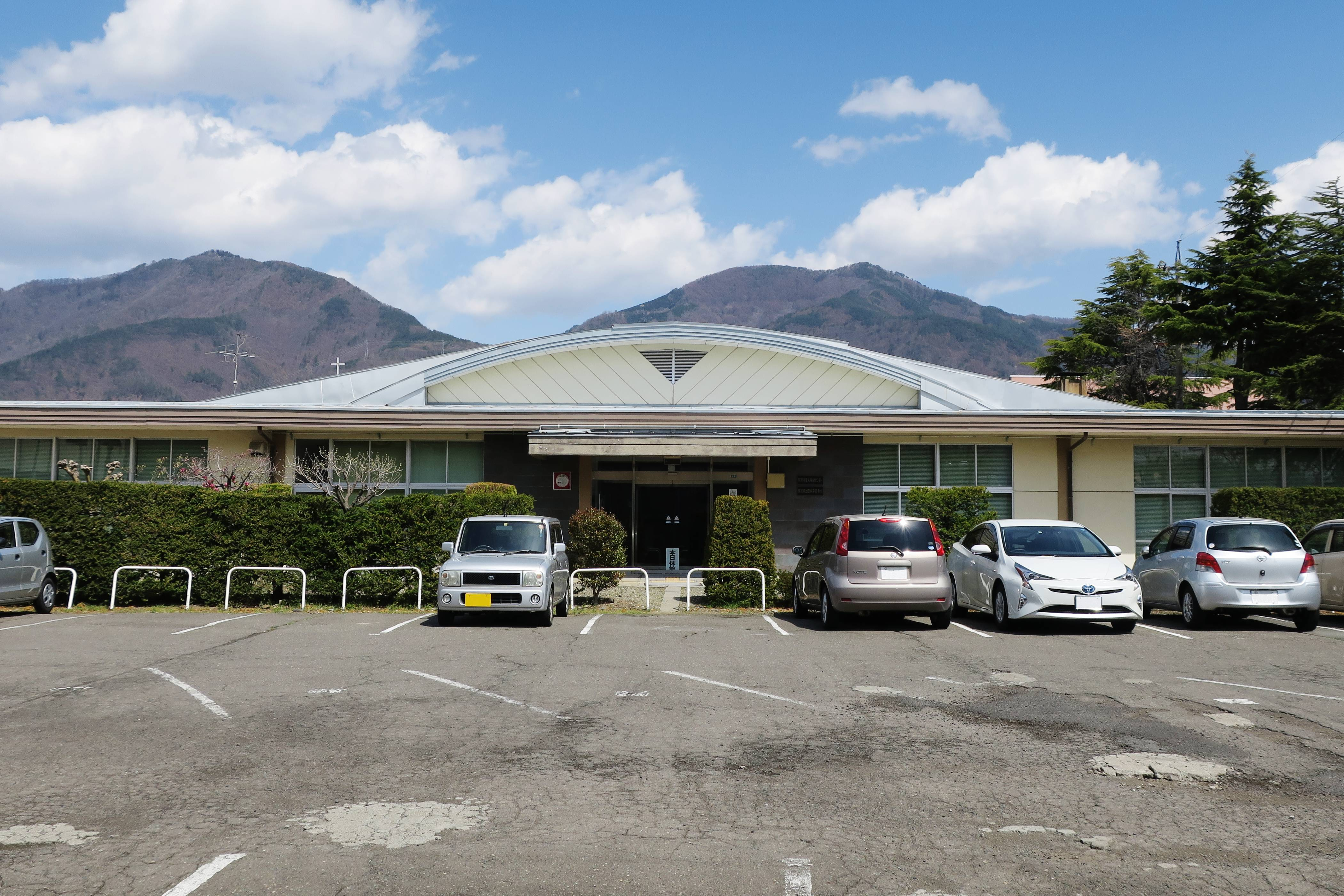
長野県上田点字図書館

点字図書館（てんじとしょかん）とは、点字図書の収蔵、貸し出し、点訳などを行っている図書館。「図書館」と名前はついているが、図書館法に基づく図書館ではない（文部科学省ではなく厚生労働省所管であり、障害者福祉の範疇となっている）。
また点字図書に限らず音訳による録音図書の貸し出しや製作、生活情報の提供、さらにはそれぞれのネット配信を手がけるなど現状にそぐわないとして、近年は多くの施設で「点字図書館」から「視覚障害者情報提供施設」、またはそれに基づいた呼称に変更がなされている。
なお、一般の図書館でも、点字図書や録音図書（近年は特にDAISY）を多数扱っているところも多い（公共図書館・専門図書館の障害者サービス）。

## 点字図書館の法律根拠
身体障害者福祉法34条視聴覚障害者情報提供施設が法根拠になっている。34条規定は点字図書館の使命とほぼ一致する。かつては33条に記載されていた。点字図書館は著作権法37条2項によって、公表された著作物を録音をすることができる。37条1項は点字図書館も含めて公表された著作物を点字により複製することができる。これも点字図書館の重要なサービスの1つである。

## 日本全国の点字図書館
日本全国の点字図書館については、全視情協の会員施設一覧も参照の事。
- 日本点字図書館
- 日本ライトハウス
- 京都ライトハウス
- 豊橋点字図書館
- 金光図書館
- 群馬県立点字図書館
- 上野点字図書館
- 神奈川県ライトセンター